# Eau Froide
 (août 2025).
Si vous disposez d'ouvrages ou d'articles de référence ou si vous connaissez des sites web de qualité traitant du thème abordé ici, merci de compléter l'article en donnant les références utiles à sa vérifiabilité et en les liant à la section « Notes et références ».
Ne doit pas être confondu avec Rivière à l'Eau Froide.
Pour les articles homonymes, voir Eau froide.
L'Eau Froide est une rivière du canton de Vaud en Suisse ; elle se jette dans le Léman.

## Géographie
Cette rivière d'environ 11 km de longueur prend sa source dans les Préalpes vaudoises au lac Rond (altitude : 1 498 m), petit lac au nord des Tours d'Aï et de la Tour de Mayen dans la commune de Corbeyrier.
Assez rapidement, elle devient la limite entre les communes de Corbeyrier et de Villeneuve, puis entre dans la commune de Roche, où elle atteint la plaine alluviale du Rhône à environ 3 km du Léman. 
Après un coude très prononcé vers l'ouest, elle entre dans Villeneuve, puis redevient une limite : entre Villeneuve et Rennaz, puis entre Villeneuve et Noville.

## Histoire

### Aménagements
Le barrage-écluse de la Joux-Verte est construit en 1695 dans la haute vallée de l'Eau-Froide.
Le cours de l'Eau Froide est endigué à partir de Roche.

### L'inondation du 8 août 2007
Le 8 août 2007, le torrent déborde et inonde une partie du village de Roche. Le débit maximum mesuré ce jour-là à la Barme (Villeneuve) est de 12,7 m3/s avec une moyenne journalière à 7.03 m3/s. Ces chiffres sont en deçà de l'importance réelle de la crue, étant donné les nombreux débordements du cours d'eau ce jour-là (voir la vidéo en lien).